# Бёрцов
Бёрцов (нем. Börzow) — община в Германии, районный центр, расположен в земле Мекленбург-Передняя Померания.
Входит в состав района Северо-Западный Мекленбург. Подчиняется управлению Грефесмюлен-Ланд.  Население составляет 741 человек (на 31 декабря 2010 года). Занимает площадь 17,44 км².